# 拉根乡
拉根乡，是中华人民共和国西藏自治区昌都市八宿县下辖的一个乡镇级行政单位。

## 行政区划
拉根乡下辖以下地区：
尼巴村、拉根村、绕巴村、瓦来村、瓦达村、列日村、冷贡村和多日多龙村。